# KSFR
Koordinaten: 35° 53′ 9″ N, 106° 23′ 18″ W
KSFR ist eine Public Radio Station aus White Rock, New Mexico. Sie versorgt die Santa-Fe-Area auf UKW 101,1 MHz mit 2,5 kW.
Santa Fe Public Radio gehört dem Santa Fe Community College und wird von der US-NGO New Mexico Radio Foundation betrieben.
KSFR sendet eine breite Palette von lokaler Musik, News und Talkshows. Daneben werden Programme der BBC, Democracy Now und anderer nationaler Public-Radio-Programme übertragen. Von 2003 bis 2016 moderierte Mary-Charlotte Domandi die Morningshow Santa Fe Radio Café aus dem Cafe Santa Fe Baking Co. Die Sendung war eine Adaption der NPR-Morningshow Fresh Air für Santa Fe. Die Moderatorin trat zurück, ein halbes Jahr nachdem das Cafe Santa Fe Baking Co. 2016 geschlossen wurde.

## Auszeichnungen
- Associated Press’ „New Mexico Station of the Year“ 2004
- Associated Press’ „New Mexico Station of the Year“ 2005
- Associated Press’ „New Mexico Station of the Year“ 2006